# TT329
La tombe thébaine TT 329 est située à Deir el-Médineh, dans la nécropole thébaine, sur la rive ouest du Nil, face à Louxor en Égypte.
C'est la sépulture familiale de Mosé et Ipy, serviteurs dans la Place de Vérité à la période ramesside.